# Rio Santa Cruz
O rio Santa Cruz é um rio brasileiro do estado do Rio Grande do Sul. 